# Do Do Sol Sol La La Sol
Do Do Sol Sol La La Sol (hangul: 도도솔솔라라솔; rr: Dodosolsollalasol), é uma série de televisão sul-coreana estrelada por Go Ara, Lee Jae-wook e Kim Joo-hun. Foi programada para estrear na KBS2 e na Netflix em 26 de agosto de 2020, mas, a KBS adiou sua estreia para prevenir o espalhamento da pandemia de COVID-19. A série, então, foi exibida de 7 de outubro até 26 de novembro de 2020, toda quarta e quinta às 21:30 (KST).

## Sinopse
Uma comédia romântica sobre uma pianista enérgica e sem sorte, da riqueza aos trapos chamada Goo Ra-ra e um misterioso e caloroso trabalhador de meio período Joon Soon-woo e aqueles que se reúnem em La La Land, um pequeno instituto de piano no interior da Coreia do Sul com seus próprios segredos, dores e histórias para contar.

## Elenco

### Principais
- Go Ara como Goo Ra-ra
- Park So-yi como Goo Ra-ra (jovem)

Única filha de Man-su e herdeira da Ra-ra Cosmetics, uma pianista infeliz, mas otimista, cujo talento de ver o melhor nas pessoas e em qualquer situação ilumina e toca a vida das pessoas ao seu redor.
- Lee Jae-wook como Joon Soon-woo
- Shim Ji-wan como Joon Soon-woo (jovem)

Uma alma misteriosa e distante, embora bonita e calorosa, que tem seus próprios segredos e dores. Enquanto ele mantém e mantém seu comportamento distante dos outros, sempre mostrando seu melhor nível de poder alfa, ele se encontra instantaneamente atraído, cativado e fisgado pelos encantos positivos e infantis de Goo Ra-ra.
- Kim Joo-hun como Cha Eun-seok

Cirurgião ortopédico sentindo os efeitos da Síndrome de Burnout. Sua voz e presença podem inspirar instantaneamente a confiança de outras pessoas. Um divorciado, que já teve talento para o piano. Ele também se sente atraído por Goo Ra-ra, maravilhando-se com sua simplicidade, energia e personalidade calorosa.

### Recorrentes

#### Residentes de Eunpo
- Ye Ji-won[8] como Jin Sook-kyeong, mãe de Ha-young e dona do Jin's Beauty Salon
- Shin Eun-soo como Jin Ha-yeong, filha de Sook-kyeong
- Yoon Jong-bin como Lee Seung-gi, o melhor amigo de Ha-yeong
- Lee Soon-jae como Kim Man-bok, um velho que faz vários trabalhos em Eunpo
- Song Min-jae como Shin Jae-min, uma criança prodígio que toca piano apenas ouvindo a música
- Park Sung-yeon como a mãe de Seung-gi, amiga de Sook-kyeong e cliente do Jin's Beauty Salon
- Lee Sun-hee como a mãe de Ye-seo, amiga de Sook-kyeong e cliente do Jin's Beauty Salon
- Kim Jung-yeon como Mi-ran, amiga de Sook-kyeong e cliente do Jin's Beauty Salon

#### Pessoas ao redor de Joon Soon-woo
- Seo Yi-sook[9] como Jo Yoon-sil, a mãe superprotetora de Joon
- Choi Kwang-il como Sunwoo Myung, o pai de Joon
- Lee Shi-woo como Kim Ji-hoon, amigo de Joon
- Kwon Eun-bin como Jung Ga-yeong

- Um Hyo-sup como Goo Man-su, pai de Goo Ra-ra e presidente da Ra-ra Cosmetics
- Moon Hee-kyung como Gong Mi-sook, uma professora que ensinou piano Ra-ra desde a infância até a faculdade com paixão e sinceridade
- Ahn Nae-sang como secretário Moon, secretário de Man-su, ele desapareceu após a falência da Rara Cosmetics
- Moon Tae-yoo como Bang Jeong-nam, ex-noivo de Ra-ra e Júnior de Eun-seok na faculdade de medicina
- Jeon Soo-kyung como Im Ja-kyung, a mãe de Jeong-nam
- Kim Ju-yeon como Kim Si-ah, amiga da universidade de Ra-ra

### Outros
- Choi Kwang-je como Chu Min-su, um detetive particular que está procurando por Joon
- Lee Soo-mi como Oh Young-joo como a ex-esposa de Eun-seok
- Kang Hyoung-suk como Ahn Joong-ho, um sujeito misterioso em Eunpo
- Kim Bum-suk como Detetive Kang Min-guk

## Produção
O drama é dirigido pelo diretor Kim Min-kyung e escrito pelo roteirista Oh Ji-young, que também escreveu Shopaholic Louis (2016) e My Secret, Terrius (2018).
A primeira leitura do roteiro ocorreu no início de maio de 2020, na Coreia do Sul.
A série foi originalmente programada para estrear em 26 de agosto de 2020. No entanto, um dos membros do elenco, Heo Dong-won foi testado positivo para COVID-19 e como medida preventiva, a KBS interrompeu todas as atividades de produção até novo aviso. A série retomou as filmagens em 1 de setembro de 2020 depois que os membros do elenco testaram negativo.

## Trilha sonora

### Parte 1
| Lançado em 7 de outubro de 2020 |                          |                   |         |  |
| N.º                             | Título                   | Artista           | Duração |  |
| 1.                              | "To Be With You"         | Kihyun (Monsta X) | 3:47    |  |
| 2.                              | "To Be With You" (Inst.) |                   | 3:47    |  |
| Duração total:                  | Duração total:           | Duração total:    | 7:34    |  |

### Parte 2
| Lançado em 8 de outubro de 2020 |                             |                |         |  |
| N.º                             | Título                      | Artista        | Duração |  |
| 1.                              | "Like A Dream" (꿈인 듯 해) | SinB (GFriend) | 3:52    |  |
| 2.                              | "Like A Dream" (Inst.)      |                | 3:52    |  |
| Duração total:                  | Duração total:              | Duração total: | 7:44    |  |

### Parte 3
| Lançado em 14 de outubro de 2020 |                      |                                 |         |  |
| N.º                              | Título               | Artista                         | Duração |  |
| 1.                               | "Loving You"         | Lovelyz (Baby Soul, Mijoo, Jin) | 3:13    |  |
| 2.                               | "Loving You" (Inst.) |                                 | 3:13    |  |
| Duração total:                   | Duração total:       | Duração total:                  | 6:26    |  |

### Parte 4
| Lançado em 15 de outubro de 2020 |                                   |                           |         |  |
| N.º                              | Título                            | Artista                   | Duração |  |
| 1.                               | "We Already Fell In Love"         | (G)I-DLE (Miyeon, Minnie) | 3:02    |  |
| 2.                               | "We Already Fell In Love" (Inst.) |                           | 3:02    |  |
| Duração total:                   | Duração total:                    | Duração total:            | 6:04    |  |

### Parte 5
| Lançado em 21 de outubro de 2020 |                  |                |         |  |
| N.º                              | Título           | Artista        | Duração |  |
| 1.                               | "Melody"         | Yun Ddan Ddan  | 3:07    |  |
| 2.                               | "Melody" (Inst.) |                | 3:07    |  |
| Duração total:                   | Duração total:   | Duração total: | 6:14    |  |

### Parte 6
| Lançado em 22 de outubro de 2020 |                                           |                |         |  |
| N.º                              | Título                                    | Artista        | Duração |  |
| 1.                               | "It's Too Hard For Me" (내겐 너무 힘들어) | jeebanoff      | 3:12    |  |
| 2.                               | "It's Too Hard For Me" (Inst.)            |                | 3:12    |  |
| Duração total:                   | Duração total:                            | Duração total: | 6:24    |  |

### Parte 7
| Lançado em 28 de outubro de 2020 |                               |                |         |  |
| N.º                              | Título                        | Artista        | Duração |  |
| 1.                               | "My Story" (내 얘기를 들어줘) | U Sung-eun     | 3:37    |  |
| 2.                               | "My Story" (Inst.)            |                | 3:37    |  |
| Duração total:                   | Duração total:                | Duração total: | 7:14    |  |

### Parte 8
| Lançado em 29 de outubro de 2020 |                 |                 |         |  |
| N.º                              | Título          | Artista         | Duração |  |
| 1.                               | "Green" (초록)  | Epitone Project | 3:11    |  |
| 2.                               | "Green" (Inst.) |                 | 3:11    |  |
| Duração total:                   | Duração total:  | Duração total:  | 6:22    |  |

### Parte 9
| Lançado em 4 de novembro de 2020 |                        |                |         |  |
| N.º                              | Título                 | Artista        | Duração |  |
| 1.                               | "Love or Lies"         | Boramiyu       | 3:39    |  |
| 2.                               | "Love or Lies" (Inst.) |                | 3:39    |  |
| Duração total:                   | Duração total:         | Duração total: | 7:18    |  |

### Parte 10
| Lançado em 5 de novembro de 2020 |                           |                |         |  |
| N.º                              | Título                    | Artista        | Duração |  |
| 1.                               | "Always Remember"         | Sondia         | 3:26    |  |
| 2.                               | "Always Remember" (Inst.) |                | 3:26    |  |
| Duração total:                   | Duração total:            | Duração total: | 6:52    |  |

### Parte 11
| Lançado em 11 de novembro de 2020 |                                  |                |         |  |
| N.º                               | Título                           | Artista        | Duração |  |
| 1.                                | "I'll Comfort You" (위로가 될게) | Elaine         | 4:06    |  |
| 2.                                | "I'll Comfort You" (Inst.)       |                | 4:06    |  |
| Duração total:                    | Duração total:                   | Duração total: | 8:12    |  |

### Parte 12
| Lançado em 12 de novembro de 2020 |                           |                |         |  |
| N.º                               | Título                    | Artista        | Duração |  |
| 1.                                | "Falling In Love"         | April          | 3:03    |  |
| 2.                                | "Falling In Love" (Inst.) |                | 3:03    |  |
| Duração total:                    | Duração total:            | Duração total: | 6:06    |  |

### Parte 13
| Lançado em 18 de novembro de 2020 |                     |                |         |  |
| N.º                               | Título              | Artista        | Duração |  |
| 1.                                | "Dream" (이런 상상) | Elris (Sohee)  | 3:09    |  |
| 2.                                | "Dream" (Inst.)     |                | 3:09    |  |
| Duração total:                    | Duração total:      | Duração total: | 6:18    |  |

### Parte 14
| Lançado em 19 de novembro de 2020 |                |                |         |  |
| N.º                               | Título         | Artista        | Duração |  |
| 1.                                | "Hurt" (아파)  | GB9            | 4:05    |  |
| 2.                                | "Hurt" (Inst.) |                | 4:05    |  |
| Duração total:                    | Duração total: | Duração total: | 8:10    |  |

### Parte 15
| Lançado em 25 de novembro de 2020 |                                |                |         |  |
| N.º                               | Título                         | Artista        | Duração |  |
| 1.                                | "Everyday, Everynight"         | Song Ji-eun    | 3:40    |  |
| 2.                                | "Everyday, Everynight" (Inst.) |                | 3:40    |  |
| Duração total:                    | Duração total:                 | Duração total: | 7:20    |  |

### Parte 16
| Lançado em 26 de novembro de 2020 |                           |                |         |  |
| N.º                               | Título                    | Artista        | Duração |  |
| 1.                                | "You Are My Star"         | Woody          | 3:34    |  |
| 2.                                | "You Are My Star" (Inst.) |                | 3:34    |  |
| Duração total:                    | Duração total:            | Duração total: | 7:08    |  |

## Episódios
| N.º | Título                                                | Dirigido por   | Escrito por | Lançamento             |
| --- | ----------------------------------------------------- | -------------- | ----------- | ---------------------- |
| 1 | "Do Do Sol Sol La La Sol 도도솔솔라라솔 "             | Kim Min-kyeong | Oh Ji-young | 7 de outubro de 2020   |
| No seu grande dia, Gu Ra-ra é surpreendida por Sunwoo Jun em um primeiro encontro inesquecível. Mas o mundo que ela conhece está prestes a desmoronar.               |                                                       |                |             |                        |
| 2 | "Paciente pianista 피아니스트 환자 Pianist Patient "  | Kim Min-kyeong | Oh Ji-young | 8 de outubro de 2020   |
| Ra-ra precisa de ajuda, e Jun decide ficar o tempo todo ao lado dela. A situação desperta a curiosidade de Cha Eun-seok.                                             |                                                       |                |             |                        |
| 3 | "Da capo 다시 처음부터 "                              | Kim Min-kyeong | Oh Ji-young | 14 de outubro de 2020  |
| Ra-ra decide recomeçar com a ajuda de antigos sonhos e novos vizinhos. E enquanto Eun-seok sonha com ela de longe, Jun simplesmente não desgruda.                    |                                                       |                |             |                        |
| 4 | "Lala Piano Land 라라 랜드 "                          | Kim Min-kyeong | Oh Ji-young | 15 de outubro de 2020  |
| Graças a doações generosas, o La La Piano Land abre as portas. Jun e Eun-seok disputam um lugar no coração e nas aulas de Ra-ra.                                     |                                                       |                |             |                        |
| 5 | "Night and Dreams 밤과 꿈 "                           | Kim Min-kyeong | Oh Ji-young | 21 de outubro de 2020  |
| Jun desabafa com Ra-ra, que tenta confortá-lo. Eun-seok se surpreende ao descobrir a verdadeira identidade de Jun.                                                   |                                                       |                |             |                        |
| 6 | "Segredos e mentiras 비밀과 거짓말 Secrets and Lies " | Kim Min-kyeong | Oh Ji-young | 22 de outubro de 2020  |
| O incidente traumático por trás da vida reservada de Jun é revelado. Um cliente encrenqueiro do salão passa a frequentar o La La Piano Land.                         |                                                       |                |             |                        |
| 7 | "Você é muito especial You Are So Special "           | Kim Min-kyeong | Oh Ji-young | 28 de outubro de 2020  |
| A mãe de Jun está perto de descobrir o paradeiro do filho. Depois de apoiar Ra-ra anonimamente em seus momentos mais difíceis, Eun-seok decide se revelar.           |                                                       |                |             |                        |
| 8 | "O prazer do amor 사랑의 기쁨 Pleasure of Love "      | Kim Min-kyeong | Oh Ji-young | 29 de outubro de 2020  |
| Ra-ra e Jun revelam seus verdadeiros sentimentos. O La La Piano Land começa a despertar o interesse de pessoas de fora.                                              |                                                       |                |             |                        |
| 9 | "Noite de trovão 천둥의 밤 The Night of Thunder "     | Kim Min-kyeong | Oh Ji-young | 4 de novembro de 2020  |
| Os moradores da cidade ficam cada vez mais desconfiados de An Jung-ho. No dia da competição de piano, ele tumultua a vida de Ra-ra.                                  |                                                       |                |             |                        |
| 10 | "Quem é você? 후 아 유 Who Are You? "                 | Kim Min-kyeong | Oh Ji-young | 5 de novembro de 2020  |
| O sequestro acaba com um homem algemado e duas pessoas feridas. Jun encara um reencontro inevitável e uma despedida.                                                 |                                                       |                |             |                        |
| 11 | "Reencontro 재회 Reunion "                            | Kim Min-kyeong | Oh Ji-young | 11 de novembro de 2020 |
| Jin Ha-yeong e Lee Seung-gi decidem ir até Seoul resgatar Jun. Kim Man-bok presta uma homenagem à memória da esposa em um recital organizado por Ra-ra.              |                                                       |                |             |                        |
| 12 | "Marcha nupcial 축혼행진곡 Hochzeitsmarsch "          | Kim Min-kyeong | Oh Ji-young | 12 de novembro de 2020 |
| Cho Yun-sil pede a colaboração de Ra-ra enquanto Jun se esforça para organizar sua vida acadêmica. Na cerimônia de um casamento, uma surpresa aguarda os convidados. |                                                       |                |             |                        |
| 13 | "Romance Sem Palavras 로망스 "                        | Kim Min-kyeong | Oh Ji-young | 18 de novembro de 2020 |
| A confusão de Jun acaba ajudando os negócios de Ha-yeong e Seung-gi. Ra-ra descobre quem doou o piano.                                                               |                                                       |                |             |                        |
| 14 | "Uma Lágrima Furtiva 남몰래 흐르는 눈물 "             | Kim Min-kyeong | Oh Ji-young | 19 de novembro de 2020 |
| Jun retoma uma amizade do passado e dá uma guinada no presente. Seung-gi realiza um sonho de infância.                                                               |                                                       |                |             |                        |
| 15 | "Tristeza 이별의 노래 "                               | Kim Min-kyeong | Oh Ji-young | 25 de novembro de 2020 |
| Ra-ra finalmente se lembra de como conheceu Jun. Ele conta uma mentira leve antes de partir para seu tratamento.                                                     |                                                       |                |             |                        |
| 16 | "DÓ DÓ SOL SOL LÁ LÁ SOL 도도솔솔라라솔 "             | Kim Min-kyeong | Oh Ji-young | 26 de novembro de 2020 |
| Ra-ra faz uma bela performance musical com o apoio de Jun. Man-bok se recupera e Eun-seok dá uma nova chance ao amor.                                                |                                                       |                |             |                        |

## Recepção
| Ep. | Parte | Transmissão Original   | Média de audiência (AGB Nielsen) | Média de audiência (AGB Nielsen) |
| Ep. | Parte | Transmissão Original   | Nacionalmente                    | Seul                             |
| --- | ----- | ---------------------- | -------------------------------- | -------------------------------- |
| 1 | 1     | 7 de outubro de 2020   | 1.9%                             | NR                               |
| 1 | 2     | 7 de outubro de 2020   | 2.6%                             | NR                               |
| 2 | 1     | 8 de outubro de 2020   | 2.8%                             | NR                               |
| 2 | 2     | 8 de outubro de 2020   | 2.6%                             | NR                               |
| 3 | 1     | 14 de outubro de 2020  | 2.1%                             | NR                               |
| 3 | 2     | 14 de outubro de 2020  | 2.9%                             | NR                               |
| 4 | 1     | 15 de outubro de 2020  | 2.4%                             | NR                               |
| 4 | 2     | 15 de outubro de 2020  | 2.8%                             | NR                               |
| 5 | 1     | 21 de outubro de 2020  | 2.3%                             | NR                               |
| 5 | 2     | 21 de outubro de 2020  | 2.7%                             | NR                               |
| 6 | 1     | 22 de outubro de 2020  | 2.1%                             | NR                               |
| 6 | 2     | 22 de outubro de 2020  | 3.0%                             | NR                               |
| 7 | 1     | 28 de outubro de 2020  | 2.3%                             | NR                               |
| 7 | 2     | 28 de outubro de 2020  | 3.2%                             | NR                               |
| 8 | 1     | 29 de outubro de 2020  | 2.5%                             | NR                               |
| 8 | 2     | 29 de outubro de 2020  | 3.5%                             | NR                               |
| 9 | 1     | 4 de novembro de 2020  | 3.2%                             | NR                               |
| 9 | 2     | 4 de novembro de 2020  | 3.6%                             | NR                               |
| 10 | 1     | 5 de novembro de 2020  | 2.8%                             | NR                               |
| 10 | 2     | 5 de novembro de 2020  | 2.9%                             | NR                               |
| 11 | 1     | 11 de novembro de 2020 | 2.8%                             | NR                               |
| 11 | 2     | 11 de novembro de 2020 | 3.5%                             | NR                               |
| 12 | 1     | 12 de novembro de 2020 | 3.5%                             | NR                               |
| 12 | 2     | 12 de novembro de 2020 | 4.2%                             | 4.4%                             |
| 13 | 1     | 18 de novembro de 2020 | 3.7%                             | TBD                              |
| 13 | 2     | 18 de novembro de 2020 | TBD                              | TBD                              |
| 14 | 1     | 19 de novembro de 2020 | 3.8%                             | TBD                              |
| 14 | 2     | 19 de novembro de 2020 | TBD                              | TBD                              |
| 15 | 1     | 25 de novembro de 2020 | 3.5%                             | TBD                              |
| 15 | 2     | 25 de novembro de 2020 | TBD                              | TBD                              |
| 16 | 1     | 26 de novembro de 2020 | 4.1%                             | TBD                              |
| 16 | 2     | 26 de novembro de 2020 | TBD                              | TBD                              |
| Média | Média | Média                  | %                                | %                                |
| - NR denota que a série não ficou no Top 20 programas do dia. - Os números azuis representam as médias mais baixas, enquanto os números vermelhos representam as mais altas. |       |                        |                                  |                                  |